# 龍蔵院 (広島市)
龍蔵院（りゅうぞういん）は、広島県広島市東区牛田東三丁目にある高野山真言宗の寺院。広島新四国八十八ヶ所霊場26番。牛田山龍蔵院とも。
日本初のチベット仏教僧院である「龍蔵院デプン・ゴマン学堂日本別院」の所在地だったことでも知られる。

## 概要
歓喜天（ガネーシャ）を本尊とする。天正17年（1589年）2月26日、毛利輝元が牛田山を通った際に、湧泉の中から歓喜天が出現したという逸話が、この寺院の起源とされる。以来、毛利家では歓喜天（聖天）を代々の持仏としたという。幾度かの移転を経て、昭和初期に現在地に落ち着く。
毎月1日、16日が本尊の縁日となり、高野山真言宗の伝統に則った供養が行われる。

## チベット仏教との関係
チベット仏教の交流活動を担っていた「文殊師利大乗仏教会」が、2001年に拠点を広島県に移して以来、来日チベット僧の滞在・活動拠点を、龍蔵院が提供するようになった。その縁で、2004年7月には、チベット仏教ゲルク派の「デプン大僧院」付属「ゴマン学堂」の日本別院である「龍蔵院デプン・ゴマン学堂日本別院」が創設された。
そのため、龍蔵院には、「ゴマン学堂」から選抜されたチベット僧が来日して常駐し、日々チベット仏教の勤行と交流活動に務めている。
2019年8月には、交流のある大聖院の支援の下、同じ広島市内の真光院（広島新四国八十八ヶ所霊場10番）へと僧院機能が移された。